# Augsburger Hochterrasse

Lageskizze der Augsburger Hochterrasse

Die Augsburger Hochterrasse ist ein erhöhtes Gebiet innerhalb des Augsburger Stadtgebietes und südlich davon, das zwischen den Talzügen des Lechs und der Wertach liegt. Östlich grenzt die Haunstetter Niederterrasse an.
Die Hochterrasse ist ein Überbleibsel des eiszeitlichen Lechs (Riß-Kaltzeit), der als Zopfstrom große Mengen Schotters ablagerte. Für die Besiedlung günstig war außer der recht überflutungssicheren Hochlage auch das Vorkommen fruchtbaren Löss-Bodens auf der Hochterrasse. Deshalb ließen sich dort bereits in der Steinzeit Menschen nieder und betrieben Ackerbau und Viehhaltung. 

## Die römische Fernwasserleitung
Auf der Augsburger Hochterrasse verlief eine römische Fernwasserleitung, die die Stadt Augusta Vindelicum, den Vorläufer von Augsburg, mit Brauchwasser versorgte. Sie verlief als offener Kanal aus der Gegend von Igling, Schwabmühlhausen und/oder Hurlach über ca. 35 km, dem natürlichen Gefälle der Hochterrasse von rund 3 Promille folgend, über die heutigen Orte Graben, Kleinaitingen, Königsbrunn, Haunstetten und Göggingen nach Augusta Vindelicum.

## Die Hochterrasse in der Augsburger Altstadt
Das Nordende der Augsburger Hochterrasse liegt in der Augsburger Altstadt. Die Hangkante der Hochterrasse teilt Augsburg historisch in zwei Terrains, die auch das soziale Gefüge der Stadt widerspiegeln. Auf der Hochterrasse befinden sich die wichtigsten Bauwerke, die Bischofsstadt, das Gebiet um den Dom, sowie die sich südlich daran anschließende Obere Stadt vom Rathaus entlang der Maximilianstraße bis zur Basilika St. Ulrich und Afra. Hier wohnten die Reichen und Mächtigen der Reichsstadt. 
Östlich davon fällt die Terrasse an einer Hangkante zu dem von Kanälen durchzogenen Lechviertel ab, wo die Handwerker und einfacheren Bürger lebten. Die Straßen an der Hangkante tragen Namen, die auf -berg enden: Mauerberg, Schmiedberg, Leonhardsberg, Perlachberg, Judenberg, Hunoldsberg, Predigerberg, Milchberg.